# Комаров, Владимир Николаевич (генерал-полковник)
Владимир Николаевич Комаров (10 декабря 1904 года, Москва — 14 декабря 1976 года, там же) — советский военный деятель, генерал-полковник (1955). Герой Советского Союза (29.05.1945).

## Начальная биография
Родился 10 декабря 1904 года в Москве в рабочей семье. К 1917 году осиротел.
Закончил пятиклассное городское училище и с 1916 года работал учеником в депо и вагонных мастерских на железнодорожной станции Подмосковная (ныне — Красный Балтиец), с 1919 года — там же в учебном комитете профсоюза, с 1921 года — помощником кочегара на заводе «Изолятор» (Москва), а с 1922 года — грузчиком элеватора на станции Эльхотово (Северо-Кавказская железная дорога).
С августа 1924 года по июль 1925 года был воспитанником 82-го стрелкового полка, но из-за болезни был отчислен и вернулся на работу на элеватор. В 1928 году окончил вечерний рабфак в Грозном.

## Военная служба

### Довоенное время
В ноябре 1926 года был призван в ряды РККА и проходил срочную службу в том же 82-м стрелковом полку 28-й стрелковой дивизии (Грозный) и в 1929 году закончил в этом полку полковую школу младших командиров. Был в этом полку красноармейцем, связным, курсантом полковой школы, помощником командира взвода пулемётной роты и старшиной роты.
По окончании в 1930 году Объединённой военной школы имени С. С. Каменева в Киеве служил в пограничных войсках ОГПУ СССР, в 1934 году преобразованного в НКВД. В 1931 году был назначен на должность помощника начальника пограничной заставы 5-го пограничного отряда ОГПУ в Сестрорецке, затем служил на должность командира взвода Окружной школы младшего начсостава войск ОГПУ Ленинградского округа, в апреле 1932 года был переведён в Центральную школу НКВД в Москве, где служил инструктором по боевой подготовке и помощником командира кавалерийского дивизиона. В 1936 году и сам окончил Центральную школу НКВД СССР.
В 1937 году окончил Военную академию механизации и моторизации РККА имени И. В. Сталина и с того же года командовал 8-м мотострелковым полком оперативных войск НКВД СССР (Тбилиси). С марта по октябрь 1939 года был уволен в запас в связи с судимостью (был осужден за катастрофу с человеческими жертвами во время тактических учений).
С октября 1939 года служил в Харьковском пограничном военном училище НКВД имени Ф. Э. Дзержинского на должностях помощника начальника училища по автобронетанковой части и начальника автобронетанкового отделения училища. 

### Великая Отечественная война
Майор Комаров с июня 1941 года принимал участие в боях на фронтах Великой Отечественной войны. С июня 1941 года — командир 944-го стрелкового полка 259-й стрелковой дивизии 34-й армии на Северо-Западном фронте. Участвовал в контрударе под Старой Руссой, в августе 1941 года был тяжело ранен.
После выхода из госпиталя с декабря 1941 года командовал 1342-м стрелковым полком 234-й стрелковой дивизии РККА СССР (234-й стрелковой дивизии)на Калининском фронте, а в мае 1942 года опять возвращён на должность командира 944-го стрелкового полка 259-й стрелковой дивизии на Ленинградском и Волховском фронтах. В июле—августе 1942 года командовал 899-м стрелковым полком. В мае 1942 году был ранен вторично, на этот раз ранение оказалось лёгким.
В августе 1942 года неожиданно для себя направлен на службу в ВДВ СССР и был назначен командиром 1-й воздушно-десантной бригады, в декабре 1942 — командиром 23-го гвардейского воздушно-десантного полка (обе эти части находились в то время на формировании и обучении в тылу). С февраля 1943 года — начальник штаба 9-й гвардейской стрелковой дивизии на Калининском фронте.
С мая 1943 — начальник штаба 97-й гвардейской стрелковой дивизии в 5-й гвардейской армии на Воронежском, Степном, 2-м Украинском фронтах. Участник Белгородско-Харьковской операции Курской битвы, битвы за Днепр на полтавским и кременчугском направлениях, а также Кировоградской операции. С января 1944 года — начальник штаба 33-го гвардейского стрелкового корпуса (армия и фронт те же), отличился в Уманско-Ботошанской и Львовско-Сандомирской операциях.
С 5 января 1944 года командовал 13-й гвардейской стрелковой дивизией (5-я гвардейская армия, 1-й Украинский фронт), отличившейся в Висло-Одерской операции. 12 января 1945 года дивизия под командованием Комарова начала наступление с Сандомирского плацдарма, прорвав оборону противника, и к концу января прошла более 250 километров с Вислы до Одера, форсировав который в районе населённого пункта Линден (Липки, 7 км северо-западнее города Бжег, Польша), захватила плацдарм на левом берегу. За эту операцию частями дивизии уничтожено 1780 немецких солдат, 10 танков, 17 орудий, 3 самоходных орудия и много другой техники, захвачены 700 пленных, 41 орудие, 8 исправных танков, много другого вооружения и техники.
Указом Президиума Верховного Совета СССР от 29 мая 1945 года за успешное руководство воинскими соединениями и проявленные при этом личное мужество и героизм гвардии полковнику Владимиру Николаевичу Комарову присвоено звание Героя Советского Союза с вручением ордена Ленина и медали «Золотая Звезда» (№ 11530).
Позже дивизия принимала участие в Берлинской и Пражской операциях.

### Послевоенная карьера

Могила В. Н. Комарова на Кунцевском кладбище Москвы.

С окончанием войны продолжил командовать дивизией, вошедшей в состав Центральной группы войск и дислоцировавшейся на территории Австрии. В январе 1946 года дивизия была переформирована в 13-ю гвардейскую механизированную дивизию, затем опять стала стрелковой дивизией.
С февраля 1947 по июнь 1950 года командовал 2-й гвардейской Таманской стрелковой дивизией.
В 1951 году окончил Высшие академические курсы при Высшей военной академии имени К. Е. Ворошилова.
С ноября 1951 года командовал 28-м гвардейским стрелковым корпусом (8-я гвардейская армия, Группа советских войск в Германии), с мая 1953 года — 4-й гвардейской механизированной армией в ГСВГ.
В январе 1955 года назначен на должность заместителя командующего войсками Прикарпатского военного округа, в июне 1957 года — на должность командующего войсками Приволжского военного округа, а в апреле 1960 года — на должность командующего войсками Белорусского военного округа.
С июля 1961 года находился на ответственной работе в центральном аппарате Министерства обороны СССР: начальник Главного управления боевой подготовки Сухопутных войск — заместитель Главнокомандующего Сухопутными войсками по боевой подготовке.
В мае 1969 года направлен в распоряжение Главнокомандующего Сухопутными войсками СССР, в сентябре этого года вышел в отставку.
Депутат Верховного Совета СССР 5-го и 6-го созывов (1958—1966).
Жил в Москве. Умер 14 декабря 1976 года. Похоронен на Кунцевском кладбище.

## Воинские звания
- майор (до 1938 года)
- подполковник (19.05.1942)
- полковник (22.02.1944)
- генерал-майор (27.06.1945)
- генерал-лейтенант (11.05.1949)
- генерал-полковник (8.08.1955)

## Награды
- Медаль «Золотая Звезда» Героя Советского Союза (29.05.1945);
- пять орденов Ленина (6.04.1945, 29.05.1945, 20.04.1953, 11.12.1964, 31.10.1967);
- три ордена Красного Знамени (1.04.1944, 3.11.1944, 24.06.1948);
- орден Суворова 2-й степени (23.09.1944);
- орден Кутузова 2-й степени (7.03.1957);
- орден Отечественной войны 1-й степени (30.08.1943);
- медали;

иностранные ордена
- Орден «Virtuti Militari» 3-го класса (Польша);
- орден «Крест Грюнвальда» 3-го класса (Польша, 1946);
- Военный крест 1939 года (Чехословакия, 5.11.1945);
- Орден Заслуг 3-го класса (Венгрия)[2];
- Медаль «За Одру, Нису и Балтику» (Польша);
- Медаль «Победы и Свободы» (Польша).

Почётные звания
- Почётный гражданин города Литомержицы (Чехословакия, 1945[3]).